# Neopelta imperfecta
Neopelta imperfecta är en svampdjursart som beskrevs av Schmidt 1880. Neopelta imperfecta ingår i släktet Neopelta och familjen Neopeltidae.
Artens utbredningsområde är havet kring Barbados. Inga underarter finns listade i Catalogue of Life.